# 上烏法列伊
56°03′N 60°14′E / 56.050°N 60.233°E
上烏法列伊（俄语：Ве́рхний Уфале́й）是俄羅斯車里雅賓斯克州北部的一個城市，位於車里雅賓斯克西北142公里的烏法列伊河畔。2002年人口34,360人。
上烏法列伊於1761年建立，1940年正式設市。